# Salvation Army Team Emergency Radio Network

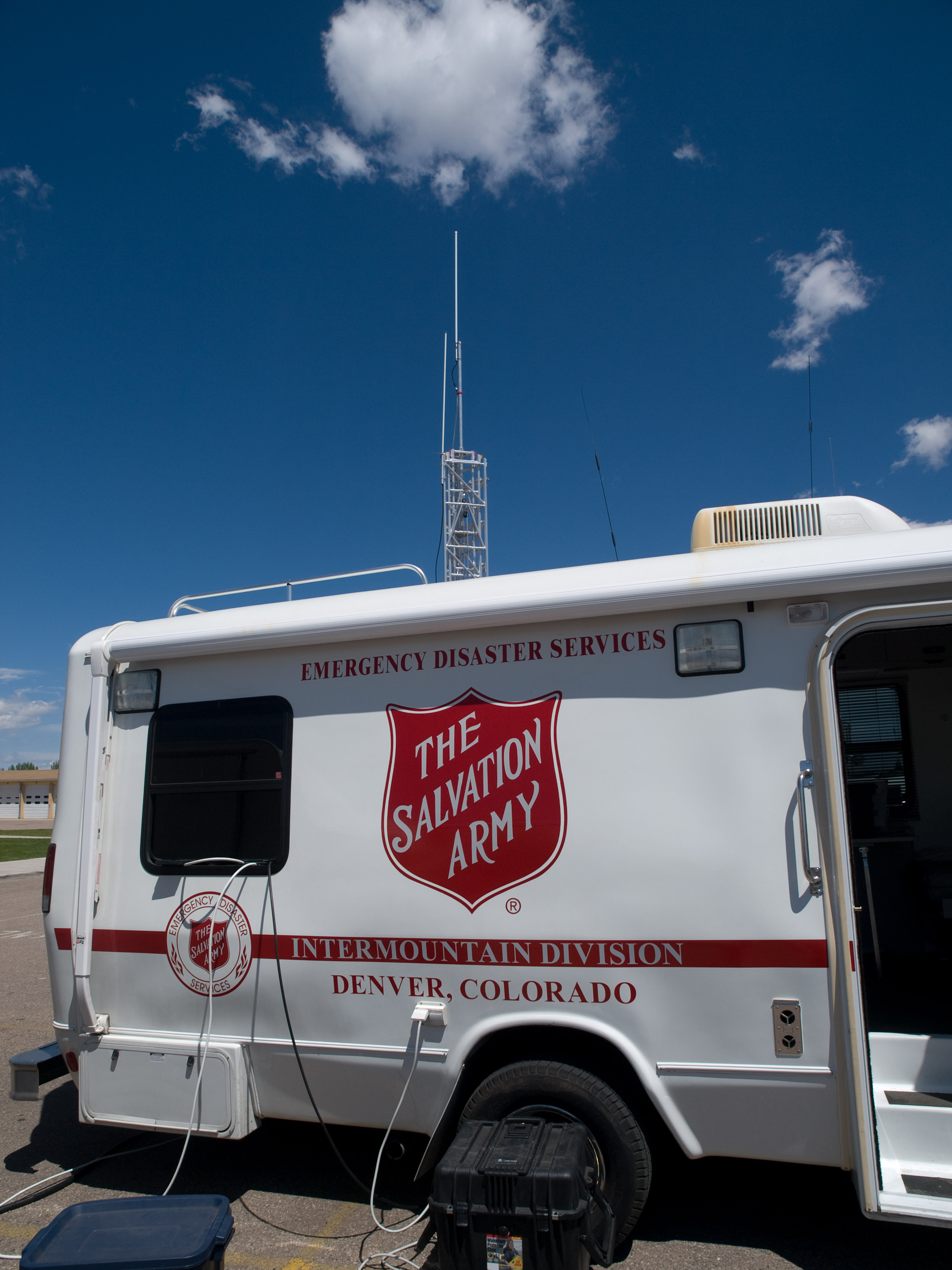
Fahrzeug des Salvation Army Emergency Disaster Services

Das Salvation Army Team Emergency Radio Network (SATERN) ist das Netzwerk der Funkamateure der Katastrophenschutzeinheit der Heilsarmee (Salvation Army Emergency Disaster Services) für Notfunk.

## Verbreitung
Das SATERN-Netzwerk ist hauptsächlich in den USA ausgebaut. Weitere Länder, in denen das SATERN-Netzwerk aktiv ist, sind Russland und Indien. Das Netzwerk dient dazu, Mitteilungen, Suchanfragen und logistische Nachrichten zwischen der Öffentlichkeit, Behörden und den Stellen der Heilsarmee zu vermitteln. Im Jahr 2012 hatte SATERN 4600 ausgebildete Mitglieder, vor allem in den USA, in denen es auch eigene Lehrgänge und Amateurfunkprüfungen für die Federal Communications Commission (FCC) ausrichtet.

## Geschichte
Das Netzwerk wurde 1988 von Captain Patrick McPherson, Katastrophenschutz-Koordinator für Zentral-Illinois und Ost-Iowa gegründet. Zunächst war das Netzwerk während lokaler Katastrophen im Einsatz, wie z. B. dem Tornado 1990 in Plainfield (Illinois) oder dem Absturz einer ATR 72 der American Eagle Airlines in Illinois im Jahr 1994. Mit zunehmender Mitgliederanzahl und Verbreitung zunächst vor allem in den USA, war SATERN hauptsächlich während nationaler Naturkatastrophen aktiv, wie dem Erdbeben von Kōbe 1995, Hurrikan Mitch 1998 oder dem Erdbeben von Gölcük 1999, bei dem es die erste Phonieverbindung in die Türkei nach dem Erdbeben herstellte. Im Zusammenhang mit Hurrikan Mitch wurden SATERN-Frequenzen als offizielle Notfunk-Frequenzen durch die Federal Communications Commission (FCC) bestimmt. Während der Terroranschläge am 11. September 2001 wurde u. a. zwischen zwei Blutbanken in Kalifornien und nahe Ground Zero eine Funkverbindung etabliert. Im 21. Jahrhundert lag der Schwerpunkt auf der Vermisstensuche von Opfern der Hurrikane. In der atlantischen Hurrikansaison 2004 wurden über 1.000 Anfragen bearbeitet. Hierfür erhielt SATERN eine nationale Ehrung. Während Hurrikan Katrina und Hurrikan Rita im Jahr 2005 wurden 25.508 als vermisst gemeldete Personen lokalisiert. 2005 erhielt mit SATERN erstmals eine Amateurfunkorganisation die Zuteilung von Frequenzen einer Bundesbehörde. 2007 erteilte das Department of Homeland Security drei Rufzeichen (nicht Amateurfunkrufzeichen) an SATERN.
| Jahr | Ereignis                                                                              | Erfolg                                                               |
| ---- | ------------------------------------------------------------------------------------- | -------------------------------------------------------------------- |
| 1988 | Hurrikan Gilbert                                                                      |                                                                      |
| 1990 | Tornado in Plainfield (Illinois)                                                      |                                                                      |
| 1993 | Mississippiflut 1993                                                                  |                                                                      |
| 1994 | Absturz einer ATR 72 der American Eagle Airlines Siehe auch List der Flugunfälle 1994 |                                                                      |
| 1995 | Erdbeben von Kōbe 1995                                                                |                                                                      |
| 1998 | Hurrikan Mitch                                                                        |                                                                      |
| 1999 | Erdbeben von Gölcük 1999                                                              | Erste Phonieverbindung in die Türkei nach dem Erdbeben               |
| 2001 | Terroranschläge am 11. September 2001                                                 | Blutbankkoordination                                                 |
| 2003 | Hurrikan Fabian                                                                       |                                                                      |
| 2004 | atlantische Hurrikansaison 2004                                                       | Nationale Ehrung von SATERN für Vermisstensuche in über 1.000 Fällen |
| 2005 | Hurrikan Katrina und Hurrikan Rita                                                    | Lokalisierung von 25.508 vermissten Personen,                        |

## Tätigkeit
Das SATERN-Netzwerk dient der Unterstützung der Heilsarmee in Katastrophenfällen durch die Bereitstellung von Notfunk und Aufklärung über Verfügbarkeit von ausgebildeten Funkamateuren als manuelle Vermittlungsstellen. Neben SSB-Sprechfunk und Telegrafie werden auch moderne digitale Betriebsarten wie RTTY, Packet Radio und PSK31 sowie Amateurfunkdienst über Satelliten verwendet.